# Kohatk
Kohatk est une census-designated place du comté de Pinal, dans l'État de l'Arizona, aux États-Unis. En 2020, elle compte une population de 37 habitants.